# Hamaspora hashiokai
Hamaspora hashiokai är en svampart som beskrevs av Hirats. f. 1935. Hamaspora hashiokai ingår i släktet Hamaspora och familjen Phragmidiaceae.   Inga underarter finns listade i Catalogue of Life.